# Campionati mondiali di nuoto 2003
La X edizione dei campionati mondiali di nuoto si è tenuta a Barcellona dal 12 al 27 luglio 2003. La Spagna ha ospitato la rassegna iridata per la seconda volta, dopo l'edizione 1986 disputatasi a Madrid.
Il programma delle gare è rimasto invariato rispetto alla precedente edizione.
Gli Stati Uniti sono tornati ad imporsi come miglior nazione aggiudicandosi dodici titoli mondiali, quattro dei quali conquistati da Michael Phelps, miglior medagliato della competizione.

## Discipline
In questa edizione dei mondiali si sono disputate 62 gare.
| Disciplina            | Masc. | Femm. | Tot. |
| --------------------- | ----- | ----- | ---- |
| Nuoto                 | 20    | 20    | 40   |
| Nuoto in acque libere | 3     | 3     | 6    |
| Tuffi                 | 5     | 5     | 10   |
| Nuoto sincronizzato   | -     | 4     | 4    |
| Pallanuoto            | 1     | 1     | 2    |
| Totale                | 29    | 33    | 62   |

## Medagliere
| Pos.   | Paese               | Oro | Argento | Bronzo | Totale |
| ------ | ------------------- | --- | ------- | ------ | ------ |
| 1      | Stati Uniti         | 12  | 14      | 6      | 32     |
| 2      | Russia              | 11  | 5       | 6      | 22     |
| 3      | Australia           | 7   | 10      | 6      | 23     |
| 4      | Cina                | 7   | 4       | 8      | 19     |
| 5      | Germania            | 6   | 5       | 5      | 16     |
| 6      | Gran Bretagna       | 2   | 3       | 3      | 8      |
| 6      | Giappone            | 2   | 3       | 3      | 8      |
| 8      | Paesi Bassi         | 2   | 3       | 2      | 7      |
| 8      | Ucraina             | 2   | 3       | 2      | 7      |
| 10     | Italia              | 2   | 2       | 1      | 5      |
| 11     | Canada              | 2   | 0       | 1      | 3      |
| 12     | Ungheria            | 1   | 4       | 1      | 6      |
| 13     | Spagna              | 1   | 1       | 3      | 5      |
| 14     | Polonia             | 1   | 1       | 0      | 2      |
| 15     | Francia             | 1   | 0       | 2      | 3      |
| 16     | Finlandia           | 1   | 0       | 1      | 2      |
| 17     | Bielorussia         | 1   | 0       | 0      | 1      |
| 18     | Rep. Ceca           | 0   | 2       | 0      | 2      |
| 19     | Slovacchia          | 0   | 1       | 1      | 2      |
| 20     | Croazia             | 0   | 1       | 0      | 1      |
| 20     | Danimarca           | 0   | 1       | 0      | 1      |
| 22     | Romania             | 0   | 0       | 2      | 2      |
| 23     | Bulgaria            | 0   | 0       | 1      | 1      |
| 23     | Messico             | 0   | 0       | 1      | 1      |
| 23     | Serbia e Montenegro | 0   | 0       | 1      | 1      |
| 23     | Sudafrica           | 0   | 0       | 1      | 1      |
| 23     | Svezia              | 0   | 0       | 1      | 1      |
| 23     | Tunisia             | 0   | 0       | 1      | 1      |
| Totale | Totale              | 61  | 63      | 59     | 183    |

## Nuoto in acque libere

### Uomini
| Evento | Oro              | Perform.  | Argento        | Perform.  | Bronzo           | Perform.  |
| 5 km   | Evgenij Kočkarov | 53'11"9   | Christian Hein | 53'13"9   | Vladimir Djatčin | 53'14"8   |
| 10 km  | Vladimir Djatčin | 1h50'58"8 | Christian Hein | 1h51'06"5 | David Meca       | 1h51'08"4 |
| 25 km  | Jurij Kudinov    | 5h02'20"0 | David Meca     | 5h02'20"4 | Petăr Stojčev    | 5h02'20"6 |

### Donne
| Evento | Oro           | Perform.  | Argento        | Perform.  | Bronzo         | Perform.  |
| 5 km   | Viola Valli   | 57'01"2   | Jana Pechanová | 57'03"9   | Britta Kamrau  | 59'06"4   |
| 10 km  | Viola Valli   | 1h59'49"9 | Angela Maurer  | 1h59'51"1 | Edith van Dijk | 1h59'53"0 |
| 25 km  | Britta Kamrau | 5h35'43"5 | Edith van Dijk | 5h35'46"1 | Angela Maurer  | 5h35'46"5 |

## Nuoto

### Uomini
| Evento               | Oro | Perform.   | Argento | Perform.   | Bronzo                                                                              | Perform. |
| Stile libero         | |            | |            |                                                                                     |          |
| 50 m                 | Aleksandr Popov | 21"92 RC   | Mark Foster | 22"20      | Pieter van den Hoogenband                                                           | 22"29    |
| 100 m                | Aleksandr Popov | 48"42      | Pieter van den Hoogenband | 48"68      | Ian Thorpe                                                                          | 48"77    |
| 200 m                | Ian Thorpe | 1'45"14    | Pieter van den Hoogenband | 1'46"43    | Grant Hackett                                                                       | 1'46"85  |
| 400 m                | Ian Thorpe | 3'42"58    | Grant Hackett | 3'45"57    | Dragoș Coman                                                                        | 3'46"87  |
| 800 m                | Grant Hackett | 7'43"82    | Larsen Jensen | 7'48"09    | Ihor Červynskyj                                                                     | 7'53"15  |
| 1500 m               | Grant Hackett | 14'43"14   | Ihor Červynskyj | 15'01"04   | Erik Vendt                                                                          | 15'01"28 |
| Dorso                | |            | |            |                                                                                     |          |
| 50 m                 | Thomas Rupprath | 24"80 RM   | Matt Welsh | 25"01      | Gerhard Zandberg                                                                    | 25"07    |
| 100 m                | Aaron Peirsol | 53"61 RC   | Arkadij Vjatčanin Matt Welsh | 53"92      | non assegnato                                                                       |          |
| 200 m                | Aaron Peirsol | 1'55"92    | Gordan Kožulj | 1'57"47    | Simon Dufour                                                                        | 1'57"90  |
| Rana                 | |            | |            |                                                                                     |          |
| 50 m                 | James Gibson | 27"56      | Oleh Lisohor | 27"74      | Mihály Flaskay                                                                      | 27"79    |
| 100 m                | Kōsuke Kitajima | 59"78 RM   | Brendan Hansen | 1'00"21    | James Gibson                                                                        | 1'00"37  |
| 200 m                | Kōsuke Kitajima | 2'09"42 RM | Ian Edmond | 2'10"92    | Brendan Hansen                                                                      | 2'11"11  |
| Farfalla             | |            | |            |                                                                                     |          |
| 50 m                 | Matt Welsh | 23"43 RM   | Ian Crocker | 23"62      | Evgenij Korotyškin                                                                  | 23"73    |
| 100 m                | Ian Crocker | 50"98 RM   | Michael Phelps | 51"10      | Andrij Serdinov                                                                     | 51"59    |
| 200 m                | Michael Phelps | 1'54"35    | Takashi Yamamoto | 1'55"52    | Thomas Malchow                                                                      | 1'55"66  |
| Misti                | |            | |            |                                                                                     |          |
| 200 m                | Michael Phelps | 1'56"04 RM | Ian Thorpe | 1'59"66    | Massimiliano Rosolino                                                               | 1'59"71  |
| 400 m                | Michael Phelps | 4'09"09    | László Cseh | 4'10"79    | Oussama Mellouli                                                                    | 4'15"36  |
| Staffette            | |            | |            |                                                                                     |          |
| 4x100 m stile libero | Russia Andrej Kapralov Ivan Usov Denis Pimankov Aleksandr Popov Dmitri Talepov*                                      | 3'14"06 RC | Stati Uniti Scott Tucker Neil Walker Ryan Wochomurka Jason Lezak Randall Bal* Nate Dusing*                                                        | 3'14"80    | Francia Romain Barnier Julien Sicot Fabien Gilot Frédérick Bousquet                 | 3'15"66  |
| 4x200 m stile libero | Australia Grant Hackett Craig Stevens Nicholas Sprenger Ian Thorpe Antony Matkovich* Jason Cram*                     | 7'08"58    | Stati Uniti Michael Phelps Nate Dusing Aaron Peirsol Klete Keller Scott Goldblatt* Chad Carvin* Kevin Clements*                                   | 7'10"26    | Germania Johannes Österling Lars Conrad Stefan Herbst Christian Keller Helge Meeuw* | 7'14"02  |
| 4x100 m misti        | Stati Uniti Aaron Peirsol Brendan Hansen Ian Crocker Jason Lezak Randall Bal* Ed Moses* Michael Phelps* Neil Walker* | 3'31"54 RM | Russia Arkadij Vjatčanin Roman Ivanovskij Igor' Marčenko Aleksandr Popov Evgenij Alechin* Dmitrij Komornikov* Evgenij Korotyškin* Denis Pimankov* | 3'34"72 RE | Giappone Tomomi Morita Kōsuke Kitajima Takashi Yamamoto Daisuke Hosokawa            | 3'36"12  |

### Donne
| Evento               | Oro | Perform.    | Argento | Perform. | Bronzo                                                                        | Perform. |
| Stile libero         | |             | |          |                                                                               |          |
| 50 m                 | Inge de Bruijn                                                                                              | 24"47       | Alice Mills | 25"07    | Lisbeth Lenton                                                                | 25"08    |
| 100 m                | Hanna-Maria Seppälä                                                                                         | 54"37       | Jodie Henry | 54"58    | Jenny Thompson                                                                | 54"65    |
| 200 m                | Alena Popčanka                                                                                              | 1'58"32     | Martina Moravcová                                                                                                 | 1'58"44  | Yang Yu                                                                       | 1'58"54  |
| 400 m                | Hannah Stockbauer                                                                                           | 4'06"75     | Éva Risztov | 4'07"24  | Diana Munz                                                                    | 4'07"67  |
| 800 m                | Hannah Stockbauer                                                                                           | 8'23"66 RC  | Diana Munz | 8'24"19  | Rebecca Cooke                                                                 | 8'28"45  |
| 1500 m               | Hannah Stockbauer                                                                                           | 16'00"18 RC | Hayley Peirsol | 16'09"64 | Jana Henke                                                                    | 16'10"13 |
| Dorso                | |             | |          |                                                                               |          |
| 50 m                 | Nina Živanevskaja                                                                                           | 28"48 RC    | Ilona Hlaváčková                                                                                                  | 28"50    | Noriko Inada                                                                  | 28"62    |
| 100 m                | Antje Buschschulte                                                                                          | 1'00"50     | Louise Oernstedt Katy Sexton                                                                                      | 1'00"66  | non assegnato                                                                 |          |
| 200 m                | Katy Sexton                                                                                                 | 2'08"74     | Margaret Hoelzer                                                                                                  | 2'09"24  | Stanislava Komarova                                                           | 2'10"17  |
| Rana                 | |             | |          |                                                                               |          |
| 50 m                 | Luo Xuejuan                                                                                                 | 30"67       | Brooke Hanson | 31"13    | Zoe Baker                                                                     | 31"37    |
| 100 m                | Luo Xuejuan                                                                                                 | 1'06"80     | Amanda Beard | 1'07"42  | Leisel Jones                                                                  | 1'07"47  |
| 200 m                | Amanda Beard                                                                                                | 2'22"99 RM  | Leisel Jones | 2'24"33  | Qi Hui                                                                        | 2'25"78  |
| Farfalla             | |             | |          |                                                                               |          |
| 50 m                 | Inge de Bruijn                                                                                              | 25"84 RC    | Jenny Thompson | 26"00    | Anna-Karin Kammerling                                                         | 26"06    |
| 100 m                | Jenny Thompson                                                                                              | 57"96       | Otylia Jędrzejczak                                                                                                | 58"22    | Martina Moravcová                                                             | 58"24    |
| 200 m                | Otylia Jędrzejczak                                                                                          | 2'07"56     | Éva Risztov | 2'07"68  | Yūko Nakanishi                                                                | 2'08"08  |
| Misti                | |             | |          |                                                                               |          |
| 200 m                | Jana Kločkova                                                                                               | 2'10"75     | Alice Mills | 2'12"75  | Yafei Zhou                                                                    | 2'12"92  |
| 400 m                | Jana Kločkova                                                                                               | 4'36"74     | Éva Risztov | 4'37"39  | Beatrice Căslaru                                                              | 4'41"86  |
| Staffette            | |             | |          |                                                                               |          |
| 4×100 m stile libero | Stati Uniti Natalie Coughlin Lindsay Benko Rhiannon Jeffrey Jenny Thompson Gabrielle Rose* Maritza Correia* | 3'38"09     | Germania Petra Dallmann Katrin Meißner Antje Buschschulte Sandra Völker Daniela Götz* Alessa Ries*                | 3'38"73  | Australia Lisbeth Lenton Elka Graham Jodie Henry Alice Mills Sophie Edington* | 3'38"83  |
| 4×200 m stile libero | Stati Uniti Lindsay Benko Rachel Komisarz Rhiannon Jeffrey Diana Munz Gabrielle Rose* Margaret Hoelzer*     | 7'55"70 RC  | Australia Elka Graham Linda Mackenzie Kirsten Thomson Alice Mills Giaan Rooney* Heidi Crawford* Melanie Houghton* | 7'58"42  | Cina Yafei Zhou Yanwei Xu Jiaying Pang Yang Yu                                | 7'58"53  |
| 4×100 m misti        | Cina Shu Zhan Xuejuan Luo Yafei Zhou Yang Yu                                                                | 3'59"89 RC  | Stati Uniti Natalie Coughlin Amanda Beard Jenny Thompson Lindsay Benko Haley Cope* Tara Kirk* Mary DeScenza*      | 4'00"83  | Australia Giaan Rooney Leisel Jones Jessicah Schipper Jodie Henry             | 4'01"37  |

## Tuffi

### Uomini
| Evento              | Oro                                       | Perform. | Argento                               | Perform. | Bronzo                                    | Perform. |
| Tuffi individuali   |                                           |          |                                       |          |                                           |          |
| Trampolino 1 m      | Xu Xiang                                  | 431.34   | Wang Kenang                           | 412.41   | Joona Puhakka                             | 391.26   |
| Trampolino 3 m      | Aleksandr Dobroskok                       | 788.37   | Peng Bo                               | 780.34   | Dmitrij Sautin                            | 776.64   |
| Piattaforma 10 m    | Alexandre Despatie                        | 716.91   | Mathew Helm                           | 697.74   | Tian Liang                                | 696.06   |
| Tuffi sincronizzati |                                           |          |                                       |          |                                           |          |
| Trampolino 3 m      | Russia Dmitrij Sautin Aleksandr Dobroskok | 369.18   | Cina Wang Tianling Wang Feng          | 343.29   | Germania Andreas Wels Tobias Schellenberg | 334.44   |
| Piattaforma 10 m    | Australia Mathew Helm Robert Newbery      | 384.60   | Ucraina Roman Volodkov Anton Zacharov | 372.60   | Cina Tian Liang Hu Jia                    | 367.14   |

### Donne
| Evento              | Oro                         | Perform. | Argento                             | Perform. | Bronzo                                         | Perform. |
| Tuffi individuali   |                             |          |                                     |          |                                                |          |
| Trampolino 1 m      | Irina Laško                 | 299.97   | Conny Schmalfuss                    | 296.13   | Blythe Hartley                                 | 291.33   |
| Trampolino 3 m      | Guo Jingjing                | 617.94   | Julija Pachalina                    | 611.58   | Wu Minxia                                      | 589.80   |
| Piattaforma 10 m    | Émilie Heymans              | 597.45   | Lao Lishi                           | 595.56   | Li Na                                          | 563.43   |
| Tuffi sincronizzati |                             |          |                                     |          |                                                |          |
| Trampolino 3 m      | Cina Wu Minxia Guo Jingjing | 357.30   | Russia Julija Pachalina Vera Il'ina | 321.24   | Messico Paola Espinosa Laura Sànchez           | 299.64   |
| Piattaforma 10 m    | Cina Lao Lishi Li Ting      | 344.58   | Australia Loudy Tourky Lynda Dackiw | 323.34   | Russia Evgenija Olševskaja Svetlana Timošinina | 300.12   |

## Nuoto Sincronizzato
| Evento  | Oro                                            | Perform. | Argento                             | Perform. | Bronzo                             | Perform. |
| Solo    | Virginie Dedieu                                | 99.251   | Anastasija Ermakova                 | 97.417   | Gemma Mengual                      | 97.334   |
| Duo     | Russia Anastasija Ermakova Anastasija Davydova | 99.084   | Giappone Miya Tachibana Miho Takeda | 98.084   | Spagna Gemma Mengual Paula Tirados | 96.667   |
| Squadra | Russia                                         | 99.500   | Giappone                            | 98.084   | Stati Uniti                        | 97.500   |

## Pallanuoto
| Evento                  | Oro         | Argento | Bronzo              |
| T. Maschile (Dettagli)  | Ungheria    | Italia  | Serbia e Montenegro |
| T. Femminile (Dettagli) | Stati Uniti | Italia  | Russia              |